# Авиационные происшествия Аэрофлота 1952 года

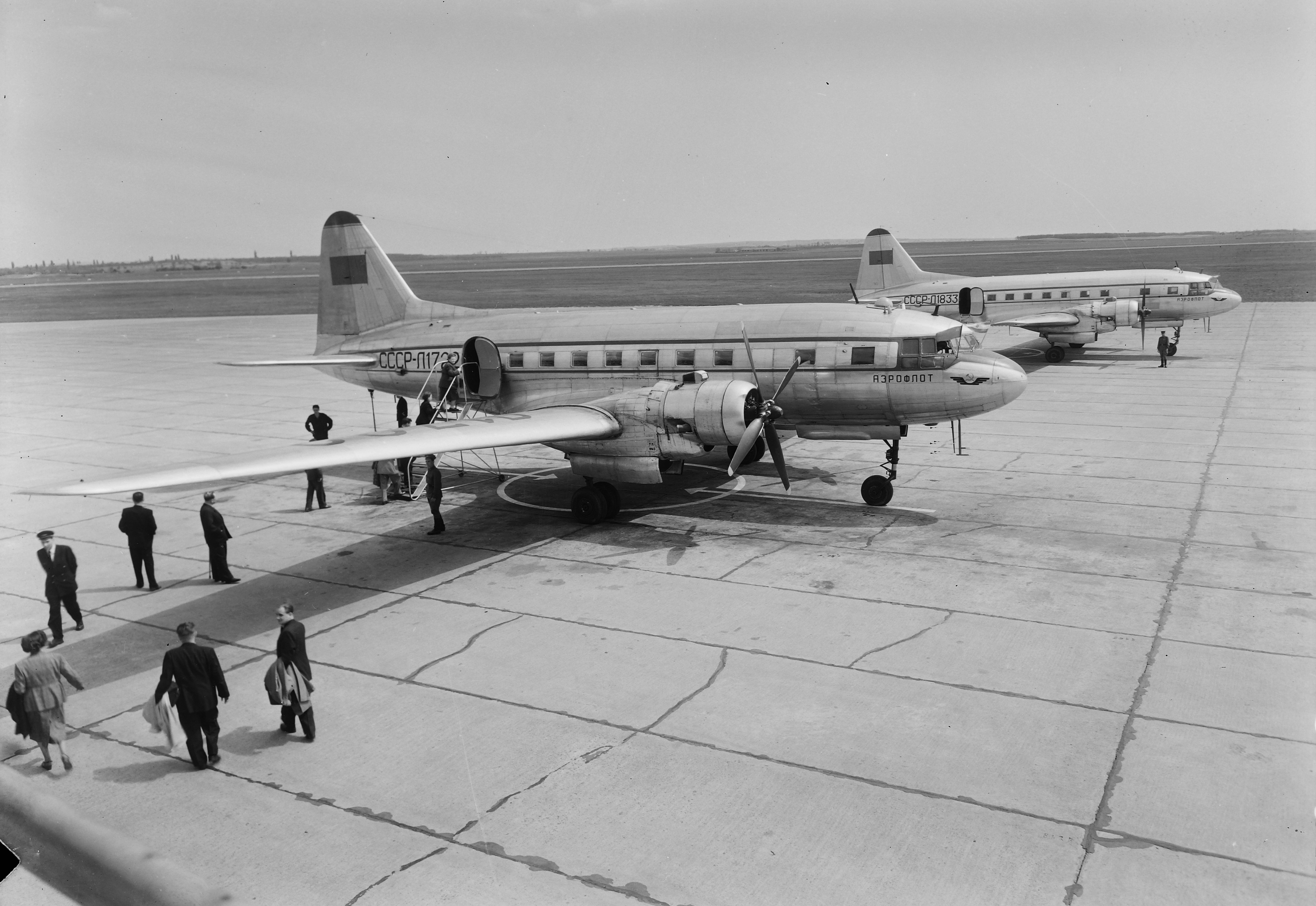
Ил-12П предприятия «Аэрофлот»

Авиационные происшествия и инциденты, включая угоны, произошедшие с воздушными судами Главного управления гражданского воздушного флота при Совете министров СССР («Аэрофлот») в 1952 году.
В этом году крупнейшая катастрофа с воздушными судами предприятия «Аэрофлот» произошла 5 октября в Гатчинском районе Ленинградской области, когда в небе столкнулись два самолёта: Ил-12П и ТС-62, в результате чего погиб 31 человек (подробнее…).

## Список
Отмечены происшествия и инциденты, когда воздушное судно было восстановлено.
| Дата                  | Место                                                                                 | ВС     | Бортовой номер | Управление            | Жертв | Описание | И      |
| --------------------- | ------------------------------------------------------------------------------------- | ------ | -------------- | --------------------- | ----- | --- | ------ |
| 9 января 1952 года    | Сталинград                                                                            | Ли-2   | Л4315          | Азербайджанское       | 3/4   | Из-за ошибок в пилотировании при заходе на посадку потерял скорость и упал на поле | [ 1 ]  |
| 20 февраля 1952 года  | Цимлянская, Ростовская область                                                        | Як-12  | Х992           | Гидропроект МВД СССР  | 2/2   | При заходе на посадку в тумане врезался в землю | [ 2 ]  |
| 21 февраля 1952 года  | Баратаевка, Ульяновск                                                                 | Ил-12  | Л1849          | ШВЛП ГВФ              | 1/18  | Из-за ошибок в пилотировании после взлёта потерял высоту и приземлился на поле; одна из лопастей левого винта зацепив землю отделилась и пробила фюзеляж, убив одного человека и ранив другого | [ 3 ]  |
| 1 апреля 1952 года    | Александровск-Сахалинский район, совхоз Оленевод                                      | По-2Л  | Л2034          | Дальневосточное       | 1/3   | После взлёта с непригодной площадки врезался в деревья | [ 4 ]  |
| 5 апреля 1952 года    | близ Магдагач                                                                         | Ил-12  | Л1308          | Восточно-Сибирское    | 6/6   | После взлёта по неустановленной причине (вероятно, заблокированный левый элерон) вошёл в правый крен и потеряв высоту врезался в землю                                                         | [ 5 ]  |
| 8 апреля 1952 года    | Шах-Даг, близ Алпана, Кубинский район                                                 | По-2А  | А2093          | Азербайджанское       | 1/1   | В ходе авиационно-химических работ из-за опадания в нисходящий поток потерял скорость и упал на землю                                                                                          | [ 6 ]  |
| 24 апреля 1952 года   | Шумилинский мясосовхоз, Верхнедонской район                                           | По-2А  | А2337          | Северо-Кавказское     | 1/2   | Из-за ошибок в пилотировании при заходе на посадку потерял скорость и упал на землю | [ 7 ]  |
| 25 апреля 1952 года   | Карманово, Новосибирская область                                                      | Ил-12П | Л1312          | Западно-Сибирское     | 8/9   | В тренировочном полёте при обучении одномоторному полёту потерял скорость и свалился в штопор (подробнее…)                                                                                     | [ 8 ]  |
| 3 мая 1952 года       | 95 км СЗ Хандыги                                                                      | Ли-2   | Л4602          | Якутское              | 4/4   | Столкновение с горой после отклонения от трассы и снижения под безопасную высоту | [ 9 ]  |
| 13 мая 1952 года      | Татищевский район, 1,2 км З Карякина, 10 км Ю Кологривовки                            | По-2А  | А2213          | Волжское              | 1/1   | В ходе авиационно-химических работ (опыление леса) при полёте вдоль склона потерял скорость и перейдя в сваливание врезался в землю                                                            | [ 10 ] |
| 23 мая 1952 года      | Шаартуз                                                                               | Ан-2Т  | А2624          | Таджикское            | 1/2   | После взлёта перешёл в сваливание и упал на землю из-за нарушения задней центровки вследствие смещения груза                                                                                   | [ 11 ] |
| 29 мая 1952 года      | Бугурусланский район, 8 км СЗ Бугуруслана                                             | По-2   | Ш1900          | Бугурусланское ЛУ ГВФ | 2/2   | В тренировочном полёте по неустановленной причине сорвался в штопор и упал на землю; вероятно, пилот-инструктор от голода и усталости потерял сознание и задел органы управления               | [ 12 ] |
| 4 июня 1952 года      | Муйнакский район, 6 км от Караджара                                                   | По-2   | А2412          | Узбекское             | 1/3   | Выполняя бреющий полёт над водоёмом зацепил растительность и врезался в воду; пилот был пьян                                                                                                   | [ 13 ] |
| 16 июня 1952 года     | Кавалерово, Приморский край                                                           | По-2   | А2462          | Дальневосточное       | 1/1   | После взлёта попал в нисходящий поток и врезался в ЛЭП | [ 14 ] |
| 19 июля 1952 года     | Спилве, Рига                                                                          | Ли-2   | Л4197          | Латвийская ОАГ        | 4/4   | В тренировочном полёте при уходе на второй круг сорвался в штопор и упал на землю из-за остановки левого двигателя вследствие вероятного истощения топлива                                     | [ 15 ] |
| 30 июля 1952 года     | Кама, близ Фок                                                                        | По-2С  | К1112          | Уральское             | 3/3   | В самовольном полёте при развороте потерял скорость и сорвался в штопор; пилот был пьян | [ 16 ] |
| 23 августа 1952 года  | Нижнеамурская область, близ Чли                                                       | Ил-12  | Л1488          | Дальневосточное       | 1/16  | В полёте отделилась лопасть правого винта, которая врезавшись в фюзеляж перебила тросы управления и смертельно ранила бортмеханика; вынужденная посадка на поле                                | [ 17 ] |
| 9 сентября 1952 года  | Амурская область, устье Гилюя                                                         | По-2С  | К1139          | Дальневосточное       | 2/3   | Пожар на борту из-за утечки топлива вследствие самоотворачивания сливной пробки карбюратора; при вынужденной посадке на местности врезался в землю                                             | [ 18 ] |
| 27 сентября 1952 года | Усть-Тарея, Красноярский край                                                         | Ми-1У  | Н1             | Полярной авиации      | 0/4   | При заходе на посадку из-за ошибки в пилотировании пролетая над оврагом потерял высоту, врезался в склон и скатился вниз                                                                       | [ 19 ] |
| 28 сентября 1952 года | Тисульский район, Кузнецкий Алатау, близ Белогорска (54°54′06″ с. ш. 88°26′24″ в. д.) | Ли-2   | Л4673          | Дальневосточное       | 7/7   | В полёте подвергся сильному обледенению и болтанке; при вынужденной посадке на местности врезался в гору. Самолёт найден через 15 лет в 1967 году.                                             | [ 20 ] |
| 28 сентября 1952 года | Таймырский АО, устье Тареи                                                            | Ан-2Т  | Н591           | Полярной авиации      | 6/6   | При уходе на второй круг из-за ошибки в пилотировании потерял высоту и врезался в склон берега реки                                                                                            | [ 21 ] |
| 5 октября 1952 года   | Гатчинский район, близ Сквориц                                                        | Ил-12П | Л1328          | Северное              | 24/24 | Лобовое столкновение в воздухе из-за ошибки УВД; Ил-12 снижался к аэропорту, а ТС-62 наоборот набирал высоту после взлёта (подробнее…)                                                         | [ 22 ] |
| 5 октября 1952 года   | Гатчинский район, близ Сквориц                                                        | ТС-62  | Л1055          | Северное              | 7/7   | Лобовое столкновение в воздухе из-за ошибки УВД; Ил-12 снижался к аэропорту, а ТС-62 наоборот набирал высоту после взлёта (подробнее…)                                                         | [ 23 ] |
| 9 октября 1952 года   | Сасовский район, СВ Берестянок                                                        | Ан-2Т  | Ш816           | Сасовское ЛУ ГВФ      | 4/4   | При тренировочном полёте по неустановленным причинам (вероятно, дезориентация экипажа) после взлёта и разворота потерял высоту, после чего врезался в землю                                    | [ 24 ] |
| 15 октября 1952 года  | Усть-Кутский район, 35 км Ю Осетрова (Усть-Кут)                                       | По-2С  | К1216          | Восточно-Сибирское    | 3/3   | По неустановленным причинам в ходе полёта сорвался в штопор и упал в лес | [ 25 ] |
| 14 ноября 1952 года   | Черский, Нижние Кресты                                                                | Ли-2   | Х1011          | Авиаотряд Дальстроя   | 0/4+  | После взлёта на недостаточной скорости перешёл в сваливание и упал на землю | [ 26 ] |
| 18 ноября 1952 года   | Кум-Арык, 4 км З Луговой, Джамбульская область                                        | По-2   | А2320          | Киргизская ОАГ        | 1/2   | При полёте на малой высоте в облаках из-за ошибки пилота потерял высоту и врезался в землю | [ 27 ] |
| 4 декабря 1952 года   | 25 км Ю Енисейска                                                                     | Ли-2Т  | Л4661          | Красноярское          | 3/19  | В полёте произошёл отказ левого воздушного винта; теряя высоту самолёт врезался в лес | [ 28 ] |